# 25 février aux Jeux olympiques de 2010
Le jeudi 25 février aux Jeux olympiques d'hiver de 2010 est le quatorzième jour de compétition.

## Programme
| Heure UTC-8 (Vancouver)                       |               |
| bleu                                          | Cérémonie     |
| neutre                                        | Épreuve       |
| or                                            | Finale        |
| orange                                        | Petite finale |
| rose                                          | Reporté       |
| gris                                          | Annulé        |
| Compétition masculine                         | Hommes        |
| Compétition féminine                          | Femmes        |
| Compétition mixte (hommes et femmes mélangés) | Mixte         |
| Compétition en couple (1 homme et 1 femme)    | Couple        |
| modifier                                      |               |

| Horaire | Discipline Spécialité | Discipline Spécialité                                   | Discipline Spécialité | Phase                  | Résultats  | Références |
| ------- | --------------------- | ------------------------------------------------------- | --------------------- | ---------------------- | ---------- | ---------- |
| 9:00    |                       | Curling Demi-finales                                    | Compétition femmes    | Demi-finale            | 4 - 9      | -          |
| 9:00    |                       | Curling Demi-finales                                    | Compétition femmes    | Demi-finale            | 6 - 5      | -          |
| 9:30    |                       | Ski alpin Slalom géant (2e manche)                      | Compétition femmes    | Finale                 | -          | -          |
| 10:00   |                       | Combiné nordique Grand tremplin                         | Compétition hommes    | Manche de compétitions | -          | -          |
| 11:00   |                       | Ski de fond Relais 4×5 km                               | Compétition femmes    | Finale                 | -          | -          |
| 11:00   |                       | Hockey sur glace Petite finale                          | Compétition femmes    | Finale                 | 3 - 2 A.P. | -          |
| 14:00   |                       | Combiné nordique Gundersen 10 km                        | Compétition hommes    | Finale                 | -          | -          |
| 14:00   |                       | Curling Demi-finales                                    | Compétition hommes    | Demi-finale            | 3 - 6      | -          |
| 14:00   |                       | Curling Demi-finales                                    | Compétition hommes    | Demi-finale            | 7 - 5      | -          |
| 15:30   |                       | Hockey sur glace Finale                                 | Compétition femmes    | Finale                 | 2 - 0      | -          |
| 17:00   |                       | Patinage artistique Individuel femmes (programme libre) | Compétition femmes    | Finale                 | -          | -          |
| 18:00   |                       | Ski acrobatique Sauts                                   | Compétition hommes    | Finale                 | -          | -          |

## Médailles du jour
- Pays organisateur (Canada)

| Rang  | Nation       | Or | Argent | Bronze | Total |
| ----- | ------------ | -- | ------ | ------ | ----- |
| 1     | États-Unis   | 1  | 3      | 0      | 4     |
| 2     | Allemagne    | 1  | 1      | 0      | 2     |
| 3     | Canada       | 1  | 0      | 1      | 2     |
| 4     | Biélorussie  | 1  | 0      | 0      | 1     |
| 4     | Corée du Sud | 1  | 0      | 0      | 1     |
| 4     | Norvège      | 1  | 0      | 0      | 1     |
| 7     | Japon        | 0  | 1      | 0      | 1     |
| 7     | Slovénie     | 0  | 1      | 0      | 1     |
| 9     | Autriche     | 0  | 0      | 2      | 2     |
| 9     | Finlande     | 0  | 0      | 2      | 2     |
| 11    | Chine        | 0  | 0      | 1      | 1     |
| Total | Total        | 6  | 6      | 6      | 18    |